# Heilmittel
Ein Heilmittel ist ein Stoff (Heilstoff), Gegenstand oder Behandlungsverfahren, von dem eine heilsame Wirkung auf den Patienten ausgehen soll. Bis ins 19. Jahrhundert wurde das Wort Heilmittel (lateinisch Remedium) synonym zu Arzneimittel, Arznei oder Medikament (lateinisch medicamentum) benutzt; umgangssprachlich wird der Begriff auch heute noch oft so verwendet. Insbesondere im deutschen Sozialrecht des 20. Jahrhunderts hat sich die Bedeutung des Begriffs aber grundlegend gewandelt.

## Heilmittel im deutschen Krankenversicherungsrecht
Heilmittel dürfen nur von zugelassenen Leistungserbringern von Heilmitteln, sogenannten Heilmittelerbringern, zu Lasten der Krankenkassen abgegeben werden.
Eine begriffliche Trennung zwischen Arzneimittel und Heilmittel wurde in Deutschland mit der Reichsversicherungsordnung von 1914 eingeführt. Auch die Gesetzgebung um 1981 trennte aus ökonomisch-fiskalischen Gründen die Begriffe, um pflegerische und flankierende Mittel bzw. Maßnahmen aus der Erstattungspflicht der Krankenkassen auszusondern.
Die Rechtsgrundlage der Versorgung der Krankenversicherten mit Heilmitteln stellt heute der § 32 SGB V dar. Nach § 92 SGB V werden die konkreten Bestimmungen zur Heilmittelversorgung durch den Gemeinsamen Bundesausschuss erstellt. Dieser ist für die Herausgabe der Heilmittel-Richtlinie verantwortlich, wo die Voraussetzungen für eine ärztliche Verordnung therapeutischer Maßnahmen geregelt werden. 
Für die Abrechnung mit den gesetzlichen Krankenkassen, ist eine Zulassung gemäß § 124 SGB V erforderlich. Die Ausgestaltung der konkreten Zulassungsbedingungen erfolgt in Deutschland durch den Spitzenverband der Krankenkassen (GKV) (§ 124 Abs. 4 SGB V).
Nach den aktuellen Zulassungsempfehlungen können folgende Leistungserbringer für die Abgabe von Heilmitteln zugelassen werden:
- Physikalische Therapie: Masseure, Masseure und med. Bademeister, Physiotherapeuten / Krankengymnasten

- Stimm-, Sprech- und Sprachtherapie: Logopäden, staatlich anerkannte Sprachtherapeuten und weitere qualifizierte Berufsgruppen

- Ergotherapie: Ergotherapeuten (Beschäftigungs- und Arbeitstherapeuten)

- Podologie: Podologen, staatlich anerkannte medizinische Fußpfleger und weitere qualifizierte Berufsgruppen

- Ernährungstherapie: Diätassistenten, Oecotrophologen, Ernährungswissenschaftler und weitere qualifizierte Berufsgruppen.

Die Zulassung wird von den Landesverbänden der Krankenkassen und den Ersatzkassen erteilt (§ 124 Abs. 5 SGB V).
Folglich sind Heilmittel persönlich zu erbringende medizinische Leistungen.
Die fortlaufende Sicherstellung der ordnungsgemäßen Leistungserbringung von Heilmitteln durch die zugelassenen Leistungserbringer erfolgt auf der Grundlage von Rahmenempfehlungen des Spitzenverbandes der Krankenkassen und Verträgen zwischen Berufsverbänden der Leistungserbringer und Verbänden der Krankenkassen § 125 SGB V. Die Rahmenempfehlungen regeln u. a. die gesetzliche Zuzahlung, Versorgungsabläufe, Qualitäts- und Wirtschaftlichkeitsprüfungen, Weiterbildung und Vorgaben für Vergütungsstrukturen. Die Verträge präzisieren diese Vorgaben dann für den Vertragspartnerbereich. Wie in § 124 SGB V festgelegt, begründet der Vertrag mit geeigneten Leistungserbringern noch keinen konkreten Vergütungsansprüche. Der Versicherte und nicht die Krankenkasse wählt dann einen konkreten Leistungserbringer aus.

## Heilmittel im österreichischen Recht
Das österreichische Sozialrecht bestimmt im Paragraph 136 des Allgemeinen Sozialversicherungsgesetzes, dass Heilmittel „die notwendigen Arzneien und die sonstigen Mittel, die zur Beseitigung oder Linderung der Krankheit oder zur Sicherung des Heilerfolges dienen“ umfassen. Damit gehören in Österreich auch Arzneimittel zu den Heilmitteln. Unterschieden werden Heilmittel von Heilbehelfen, zu denen Brillen, orthopädische Schuheinlagen, Bruchbänder und sonstiges zählen.

## Heilmittel im Schweizer Recht
Auch in der Schweiz hat der Begriff Heilmittel eine deutlich andere rechtliche Bedeutung als in Deutschland. Heilmittel ist dort ein Oberbegriff für Arzneimittel und Medizinprodukte; beide Produktgruppen werden im Heilmittelgesetz geregelt und von der auch Schweizerisches Heilmittelinstitut genannten Swissmedic zugelassen und überwacht.